# Хомич Дмитро Михайлович
Дмитро Михайлович Хомич (нар. 28 червня 1941, село Маліївка, тепер Покровського району Дніпропетровської області) — український діяч, голова Дніпропетровської обласної ради профспілок, 1-й секретар Криворізького міськкому КПУ Дніпропетровської області. Народний депутат України 1-го скликання.

## Біографія
Народився у селянській родині.
У 1957—1961 роках — студент Дніпропетровського гірничого технікуму.
У 1961 році — слюсар аглоцеху Південного гірничо-збагачувального комбінату міста Кривого Рогу Дніпропетровської області.
У 1961—1964 роках — служба в Радянській армії.
У 1964—1969 роках — студент Дніпропетровського гірничого, а згодом Криворізького гірничорудного інституту, гірничий інженер, інженер-електрик.
Член КПРС з 1965 до 1991 року.
У 1969—1971 роках — служба в Радянській армії.
У 1971—1975 роках — інструктор, завідувач організаційного відділу Інгулецького районного комітету КПУ міста Кривого Рогу.
У 1975—1976 роках — заступник головного інженера заводу «Ремгірмаш» міста Кривого Рогу.
У 1976—1985 роках — 2-й, 1-й секретар Інгулецького районного комітету КПУ міста Кривого Рогу.
У 1985—1986 роках — секретар Криворізького міського комітету КПУ Дніпропетровської області.
У 1986—1987 роках — завідувач відділу організаційно-партійної роботи Дніпропетровського обласного комітету КПУ.
У 1987—1989 роках — голова Дніпропетровської обласної ради профспілок.
У листопаді 1989 — серпні 1991 року — 1-й секретар Криворізького міського комітету КПУ Дніпропетровської області.
18.03.1990 року обраний народним депутатом України, 2-й тур, 51,21 % голосів, 3 претенденти. Член Комісії ВР України з питань екології та раціонального природокористування.
З 1994 року — керуючий Центрально-міського відділення «Промбудбанку» України міста Кривого Рогу; начальник Миколаївського регіонального управління «Промінвестбанку», керуючий Дзержинського відділення «Промінвестбанку» України міста Кривого Рогу Дніпропетровської області.
Потім — на пенсії.

## Нагороди
- чотири медалі